# Fá menor
Fá menor (abreviatura no sistema europeu Fá m e no sistema americano Fm) é a tonalidade que consiste na escala menor de fá, e contém as notas fá, sol, lá bemol, si bemol, dó, ré bemol, mi bemol e fá. A sua armadura contém quatro bemóis.
A sua tonalidade relativa é lá bemol maior, e a sua tonalidade paralela é fá maior.

## Obras famosas nesta tonalidade
- Nocturno op.55 n.º 1 (Chopin)
- Concerto para piano n.º 2 (Chopin)
- Fantasia para órgão mecânico K608 - Mozart
- Romance em fá menor - Tchaikovski
- Sinfonia juvenil - Anton Bruckner
- Sinfonia n.º 49 La Passione de Haydn
- Sonata "Appassionata" de Beethoven.
- O Inverno de Antonio Vivaldi
- Sonata para violino e cravo em fá menor (J. S. Bach)

## Canções nesta tonalidade
- Ni una sola palabra - Paulina Rubio
- Smells Like Teen Spirit - Nirvana
- Octavarium - Dream Theater
- Holiday - Green Day
- Blvd. of Broken Dreams - Green Day
- This Masquerade - Carpenters
- Gone Away - The Offspring
- Dammit I Changed Again - The Offspring
- The World Is Not Enough - Garbage
- Dream On - Aerosmith
- Because Of You - Kelly Clarkson
- Nature's Law - Embrace
- Stayin' Alive - Bee Gees
- You are so beautiful - Joe Cocker/Bonnie Tyler
- Trans Europa Express - Kraftwerk
- Michelle - The Beatles
- Savin' Me - Nickelback